# Arminio (nome)
Arminio  è un nome proprio di persona italiano maschile.

## Varianti
- Maschili: Armino[2]
- Femminili: Arminia[1][2], Armina[2]

### Varianti in altre lingue
- Latino: Arminius[3]
- Tedesco: Armin[1][3]

## Origine e diffusione

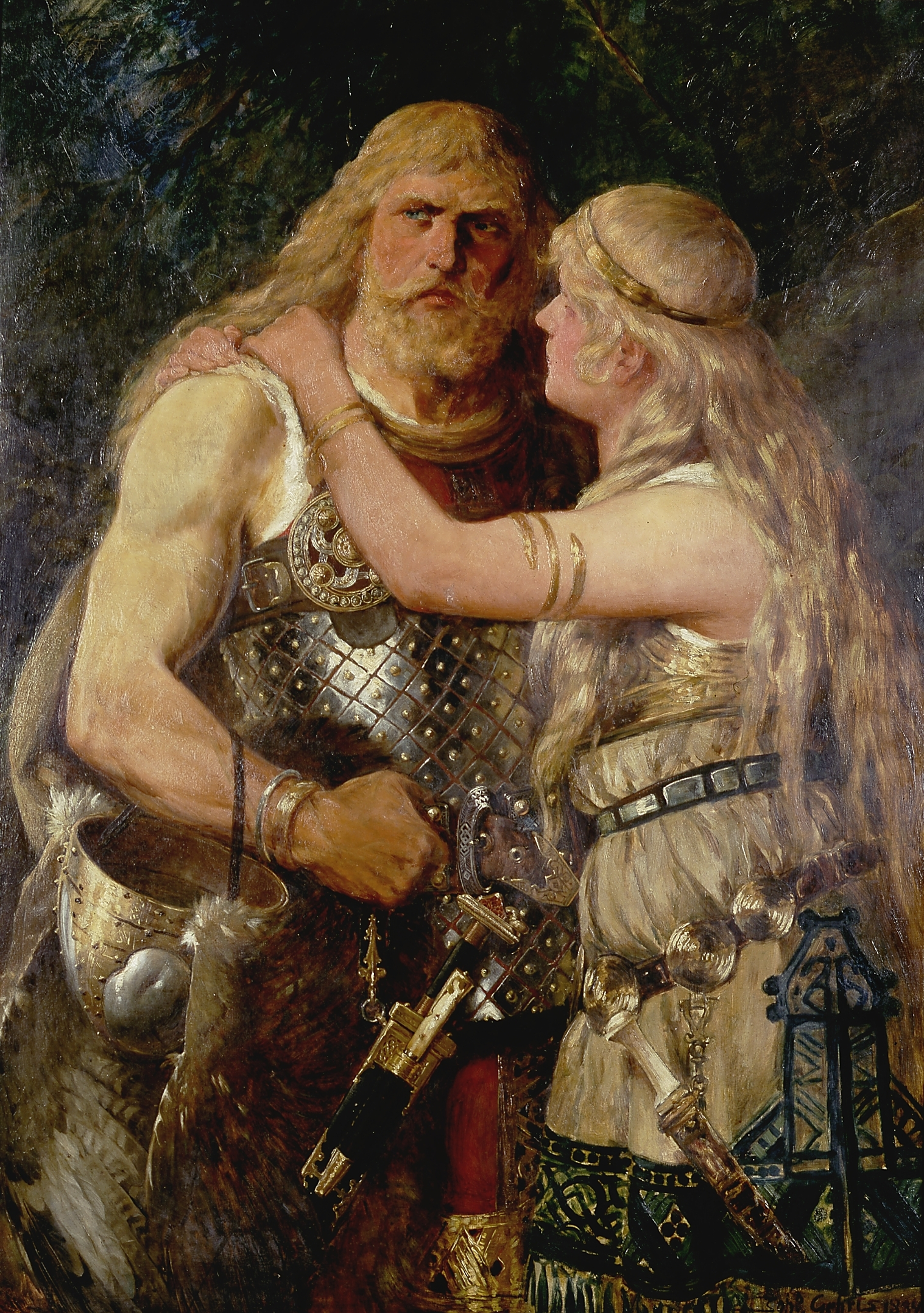
Arminio e Thusnelda in un dipinto di Johannes Gehrts

Continua un nome germanico attestato nella forma latinizzata Arminius; è basato probabilmente sull'elemento ermen, epiteto del dio germanico Tiwaz, che significa "universale", "intero", "grande", "poderoso" (presente anche nei nomi Ermengarda, Ermenegildo, Ermelinda ed Ermentrude), significato analogo a quello del nome Cengiz; alcune ipotesi lo riconducono invece al nome Ermanno.
Si tratta di uno dei nomi germanici più antichi pervenutici; venne portato da Arminio, capo dei Cherusci che guidò una rivolta contro l'impero romano nell'anno 9 d.C., figura che ha in larga parte ispirato l'utilizzo del nome, ripreso a partire dal Rinascimento. In Italia è attestato al Nord e al Centro, ma ha scarsa diffusione.

## Onomastico
Il nome è adespota, ovvero non è portato da alcun santo; l'onomastico ricade dunque il 1º novembre, giorno di Ognissanti.

## Persone
- Arminio Fraga, economista brasiliano
- Arminio Savioli, giornalista e partigiano italiano

### Variante Armin

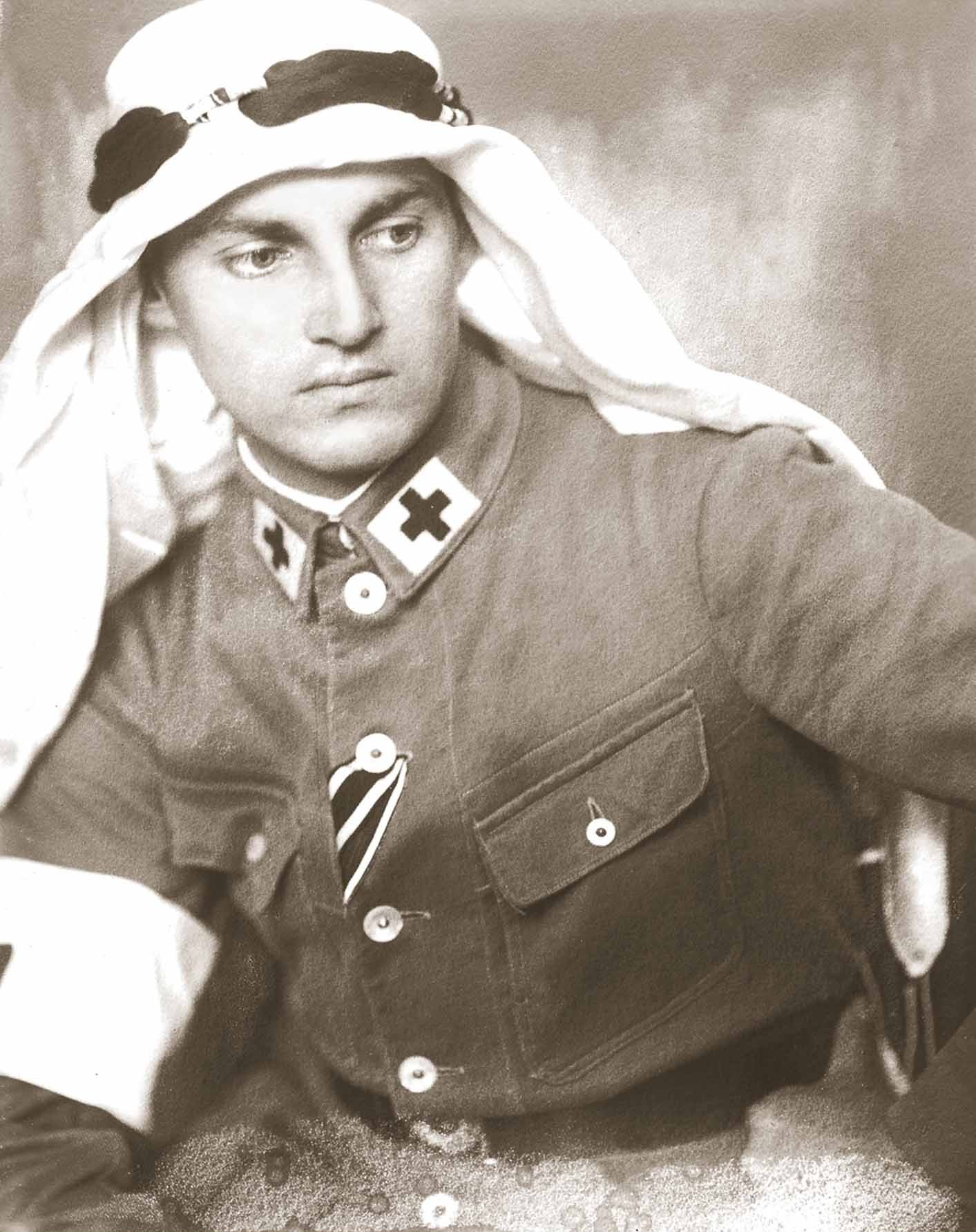
Armin Theophil Wegner

- Armin Assinger, conduttore televisivo ed ex sciatore alpino austriaco
- Armin Bittner, ex sciatore alpino tedesco
- Armin Frauscher, slittinista austriaco
- Armin Hary, velocista tedesco
- Armin Otto Leuschner, astronomo statunitense
- Armin Meili, architetto e politico svizzero
- Armin Mueller-Stahl, attore tedesco
- Armin Shimerman, attore statunitense
- Armin Sistek, calciatore norvegese
- Armin Theophil Wegner, militare, attivista e scrittore tedesco
- Armin van Buuren, disc jockey, produttore discografico e conduttore radiofonico olandese
- Armin Zöggeler, ex slittinista italiano

## Il nome nelle arti
- Armin Arlert è un personaggio della serie manga e anime L'attacco dei giganti.